# Harry Solter
Henry Lewis "Harry" Solter (?, 1874 – El Paso (Texas), 2 maart 1920) was een Amerikaans acteur.
Solter begon te acteren in 1908. Hij speelde in meer dan 148 films in 1916.
Hij stierf na verschillende beroertes in 1920 op 49-jarige leeftijd.

## Filmografie (selectie)

### Regie
- The Wife He Bought (1918)
- Face on the Screen
- The Lash of Power (1917)
- The Spotted Lily (1917)
- The Woman Who Won (1914)
- The Honor of the Humble (194)
- Her Ragger Knight (1914)
- A Disenchantment (1914)
- Pawns of Destiny (1914)
- The Little Mail Carrier (1914)
- Diplomatic Flo (1913)
- The Honeymooners (1914)
- The Stepmother (1914)
- The Law's Decree (1914)
- The False Bride (1914)
- The Romance of Photograph (1914)
- The Coryphee (1914)
- A Girl and Her Money ( 1913)
- Influence of Sympathy (1913)
- Unto the Third Generation (1913)
- His Wife's Child (1913)
- The Spender (1913)
- The Girl o'the Woods (1913)
- The Closed Door (1913)
- Owing More (1912)
- The Lady Leone (1912)
- The Cross-Roads (1912)
- Tangled Relations (1912)
- Flo's Discipline (1912)
- All for Love (1912)
- After All (1912)
- The Winning Punch (1912)
- Her Cousin Fred (1912)
- The Chance Shot (1912)
- The Mill Buyers (1912)
- Taking a Chance (1912)
- Not Like Other Girls (1912)
- The Players (1912)
- In Swift Waters (1912)
- A Surgeon's Heroism (1912)
- A Village Romance (1912)
- The American Girl (1911)
- Art Versus Music (1911)
- A Girlish Impulse (1911)
- A Head for Business (1911)
- A Blind Deception (1911)
- His Chorus Girl Wife (1911)
- Aunt Jane's Legacy (1911)
- One On Reno (1911)
- A Rural Conqueror (1911)
- The Slavey's Affinity (1911)
- The Matchmaker (1911)
- The Life Saver (1911)
- The Story of Rosie's Rose (1911)
- Romance of Pond Cove (1911)
- The Secret (1911)
- Her Two Sons (1911)
- The Gypsy (1911)
- During Cherry Time (1911)
- Always a Way (1911)
- Higgenses Versus Judsons (1911)
- Duke De Ribbon Counter (1911)
- The Professor's Ward (1911)
- A Game of Deception (1911)
- The State LIne (1911)
- A Good Turn (1911)
- A Fascinating Bachelor (1911)
- The Hoyden (1911)
- The Two Fathers (1911)
- The Wife's Awakening (1911)
- Her Child's Honor (1911)
- Her Artistic Temperament (1911)
- The Actress and the Singer (1911)
- Vanity and its Cure (1911)
- Nan's Diplomacy (1911)
- The Test (1911)
- A Show Girl's Stratagem (1911)
- Age Versus Youth (1911)
- His Bogus Uncle (1911)
- The Count of Montebello (1910)
- All the World's a Stage (1910)
- Pressed Roses (1910)
- Debt (1910)
- The Right Girl (1910)
- The Widow (1910)
- The Taming of Jane (1910)
- The Senator's Double (1910)
- Among the Roses (1910)
- Once Upon a Time (1910)
- The Irony of Fate (1910)
- The Mistake (1910)
- Old Heads and Young Hearts (1910)
- The Call of the Circus (1910)
- A Game for Two (1910)
- A Self-Made Hero (1910)
- The Nichols on Vacation (1910)
- A Reno Romance (1910)
- The Eternal Triangle (1910)
- The Doctor's Perfidy (1910)
- The Maelstrom (1910)
- His Second Wife (1910)
- The Stage Note (1910)
- His Sick Friend (1910)
- The Time-Lock Safe (1910)
- The Blind Man's Tact (1910)
- The Coquette's Suitors (1910)
- Never Again (1910)
- The Tide of Fortune (1910)
- The Right of Love (1910)
- The Winning Punch (1910)
- Her Generous Way (1909)
- The Forest Ranger's Daughter (1909)
- Love's Stratagem (1909)

### Acteur
- Romeo and Juliet (1908)
- After Many Years (1908)
- The Taming of the Shrew (1908)
- The Curtain Pole (1909)